# Digital videooptager
En digital videooptager (DVR, eng. Digital Video Recorder) er en videooptager, som kan optage videosekvenser digitalt på et medium med henblik på digital aftastning og fortolkning. Mediet kan f.eks. være en harddisk, et flash-lager eller en DVD. Den digitale videooptager kan opfattes som VHS-videobåndoptagerens afløser.
Digitale videooptagere omfatter mange specialiserede apparater:
- dvd-videooptagere eller blot dvd-optagere – indeholder et DVD-drev, som kan skrive til skrivbare DVD'er.
- harddisk-videooptagere eller blot harddisk-optagere, eng. hard disk recorder, hdd recorder – indeholder en harddisk, som kan gemme mange timers video.

Langt de fleste digitale videooptagere rettet mod husstanden, har indbygget dttv-tuner og analog tv-tuner. Fordelen er, at man via den indbyggede timer let kan programmere optagelse af programmer fra modtagne kanaler.
Digitale videooptagere kan også fås som bærbare – og mange digitalkameraer kan fungere som digitale videooptagere. Herudover får digitale videooptagere også tilnavnet "HD" for high definition, når de har mulighed for videooptagelse af højopløselig video. Enkelte digitale videooptagere har VHS-drev indbygget.
En digital videooptager kan betragtes som en lidt speciel PC, f.eks. med bl.a. harddisk, tuner og speciel software (firmware) og er på flere måder designet til at passe ind under fjernsynet. 
Det primære i en digital videooptager er dens mulighed for at optage udsendelser eller film fra de TV-kanaler man har adgang til at modtage. Næsten alle digitale videooptagere har desuden redigeringsfunktion. På en del digitale videooptagere er det muligt at se en ting man tidligere har optaget, eller f.eks. se en DVD, mens der optages noget andet på f.eks. optagerens harddisk, ligesom det vil være muligt midt under en optagelse at gå ind og se optagelsen forfra (Chase Play). Eller, hvis man ser en live-udsendelse på TV kan man, hvis det ringer på døren sætte maskinen til at optage og herefter se videre hvor man slap (Time Slip) når man vender tilbage. Der bruges ofte forskellige betegnelser for disse funktioner på forskellige maskiner. Flere maskiner kan vise egne billeder eller spille musik fra CD, eller bruges til at redigere optagelser fra videokamera. 
Digitale videooptagere styres vha. en fjernbetjening der gør det muligt at navigere rundt i menuer på TV-skærmen. Kun enkelte maskiner, herunder SONY's, leveres p.t. med dansk menu.
Digitale videooptagere har nogle begrænsninger i forhold til en standard PC eller HTPC; f.eks. kan der ikke installeres egne programmer og maskinen kan i vidt omfang kun det, den er præinstalleret til fra fabrikantens side. Til gengæld slipper man for virustrusler og behøver som regel, bortset fra på enkelte maskiner, hverken at opdatere eller vedligeholde på anden vis. Hvis man ønsker maskinen gjort kodefri kan dette som regel gøres mod beskeden betaling af forhandleren. 
Digitale videooptagere findes i mange fabrikater og udgaver, lige fra de billige modeller, der kan være støjende, ustabile og/eller mangle en eller flere af ovenstående faciliteter, til de noget dyrere maskiner, hvor man betaler for kvalitet og funktionalitet. Hvad den enkelte maskine præcis kan, vil (mere eller mindre) fremgå af specifikationerne, der oplyses af forhandleren. 
Fremtidens digitale videooptagere vil på flere måder være forberedt på den allerede igangværende digitale sendeteknologi. De vil være forsynede med en eller flere digitale tunere, der kan modtage tilsvarende digitale TV-signaler, der i Danmark fra november 2009, helt har erstattet de analoge signaler.
For at modtage hele programpakker digitalt, er man nødt til at have en såkaldt dtv-set-top boks. Derfor vil man i fremtiden sikkert se flere sammenbygninger af digitale videooptagere og settopbokse, hvilket både vil spare plads, kabler og fjernbetjening.

## PC-software DVR
Der findes mange softwarepakker som kan "omdanne" en standard PC (evt. med tunerkort) til en digital videooptager – f.eks.: GeeXboX, MythTV, Freevo, linuxTV. En skelnen mellem digitale videooptagere og mediecenter-pc'er er, at digitale videooptagere kun kan bruges til dette formål, hvorimod multimediecenter-pc'er stadig let kan få installeret og anvendt ikke-relevant digital videooptager-software på pc'en.